# Altenmarkt im Pongau
Altenmarkt im Pongau je městys v rakouské spolkové zemi Salcbursko. Současně leží také v okrese St. Johann im Pongau. Nachází se přibližně 65 km jihovýchodně od Salcburku. Městys leží v nadmořské výšce okolo 842 m n. m. a je známý především jako lyžařské středisko. Sídlí zde továrna výrobce lyží Atomic. V roce 2013 zde žilo přes tři tisíce obyvatel.

## Historie
Sídlo v oblasti dnešního Altenmarktu se zde nacházelo již v období Římské říše. Existovala zde osada pod názvem Ani. První zmínka o obci pochází z roku 1047, kdy byla zmíněna v darovací smlouvě arcibiskupa Gebharda z kláštera Admont.

## Sport
Altenmarkt je svou polohou součástí rozsáhlejšího lyžařského střediska Ski amadé. Přibližně 10 km od města se nachází Altenmarkt-Zauchensee, část lyžařského střediska. Jsou zde pořádány závody Světového poháru v alpském lyžování a v roce 1993 zde proběhlo mistrovství světa v akrobatickém lyžování. Altenmarkt je mimo jiné rodištěm úspěšného rakouského sjezdaře Hermanna Maiera.

## Galerie

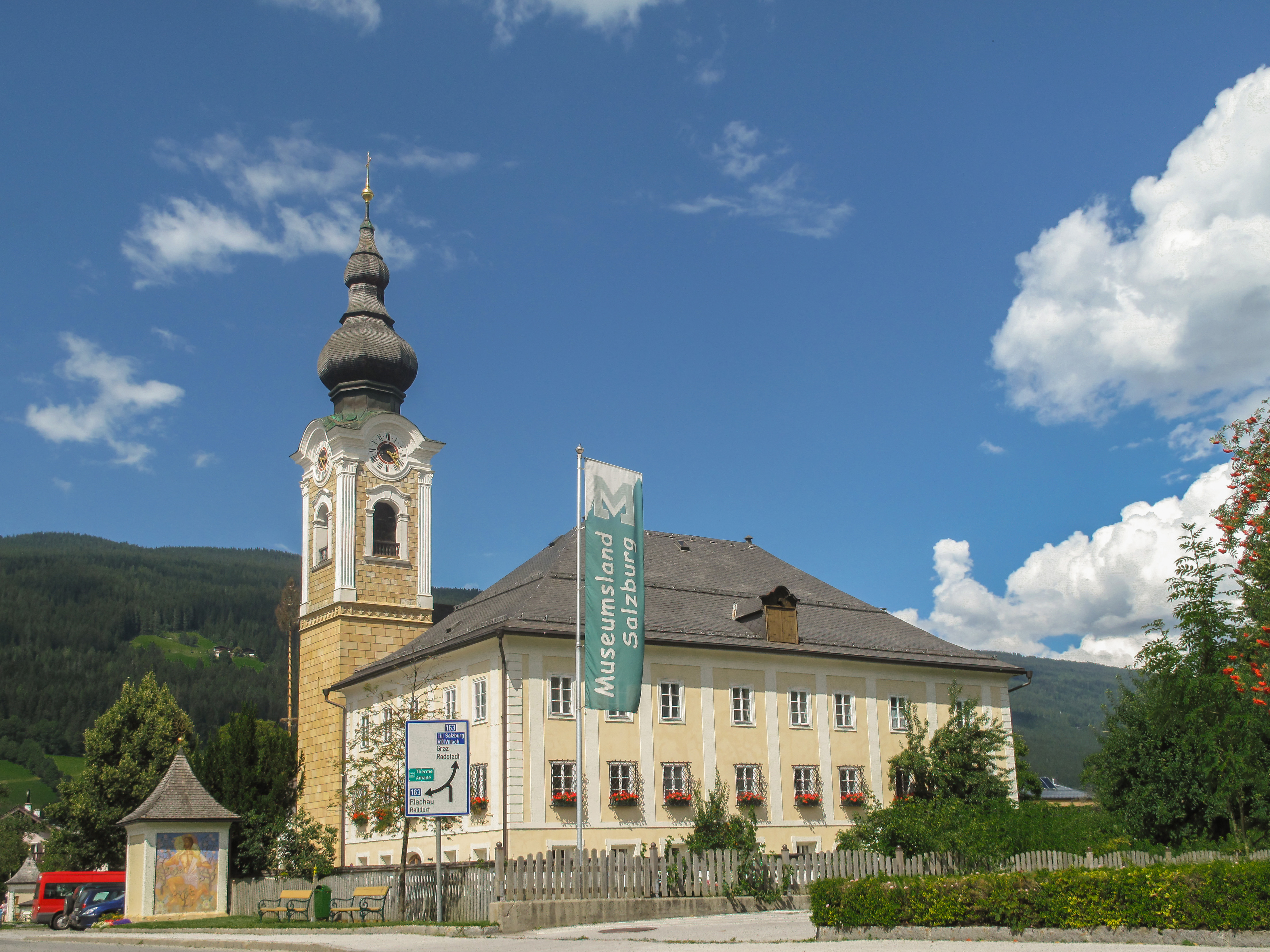
Kostel
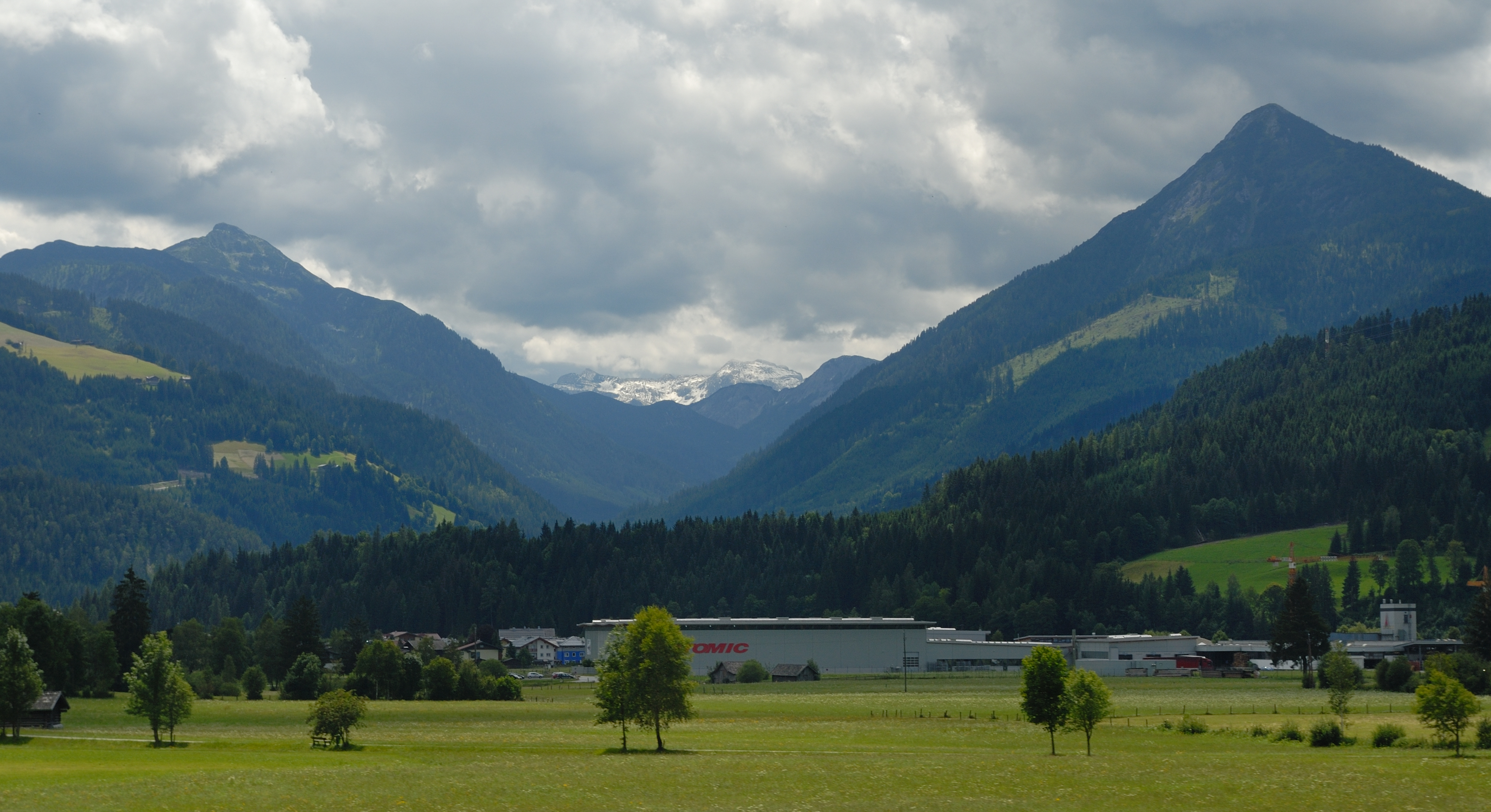
Továrna výrobce lyží Atomic